# Petr Vaníček
Petr Vaníček (* 18. července 1935 Sušice, Československo) je český geodet a teoretický geofyzik, žijící v Kanadě. Učinil významné objevy v teorii spektrální analýzy a výpočtů geoidu.

## Hlavní příspěvky
Inicioval založení Kanadské geofyzikální unie (Canadian Geophysical Union) v roce 1974 a byl jejím prezidentem v letech 1986 a 1988.
Byl prvním předsedou výboru OSN pro geodetické aspekty námořního práva (United Nations Convention on the Law of the Sea, GALOS), který byl založen v Edinburghu, Skotsko Mezinárodní asociací geodézie (International Association of Geodesy, IAG) v roce 1989.
Jeho kniha Koncepty vyšší geodézie, (Geodesy: The Concepts) byla přeložena do několika jazyků, jedná se o základní text pro výuku vyšší geodézie po celém světě. Působil také jako šéfredaktor a recenzent několika vědeckých časopisů. Dále byl členem mnoha vědeckých rad a výborů.

## Výzkum
Jeden z jeho hlavních příspěvků obecného významu je spektrální analýza frekvenčního spektra metodou nejmenších čtverců, která se také nazývá Vaníčkova metoda (Vaníček Method of spectral analysis). Tuto výpočetní metodu publikoval v roce 1969 a 1971. Metoda je založena na vyrovnání sinusoid údajů vzorků metodou nejmenších čtverců a snižuje nevýhody použití Fourierovy transformace pro analýzu dlouhých neúplných záznamů dat, jako je většina přírodních datových souborů.
Jeho objevy v oboru teoretické geofyziky, shrnuté v díle "Přesné řešení geoidu" (Precise Geoid Solution) výrazně zpřesnily předchozí řešení.

## Ocenění a uznání
V roce 1996 mu byla udělena Medaile J. Tuzo Wilsona za vynikající příspěvky pro kanadskou geofyziku. Je členem Mezinárodní unie geodézie a geofyziky, Americké geofyzikální unie, a Czechoslovak Society of Arts & Sciences (SVU).
Byl prvním Kanaďanem oceněným členstvím ve Společenství významných vědců nadace Alexandera von Humboldta, a byl vedoucím hostujícím vědcem Národní Akademie Věd Spojených států amerických.
V průběhu své kariéry vyučoval a prováděl výzkum na univerzitách a laboratořích na šesti kontinentech, včetně Royal Institute of Technology a USGS.
Obdržel Medaili Učené společnosti České republiky za rok 2022.

## Osobní život
V roce 1954 maturoval na tehdejší Vyšší škole zeměměřické v Praze. Poté vystudoval geodézii na ČVUT (absolvoval v roce 1959). Od roku 1967 pracoval jako hlavní vědecký pracovník na Universitě v Liverpoolu. V roce 1968 obhájil disertační práci a získal titul kandidát matematicko-fyzikálních věd (CSc.) na Geofyzikálním ústavu Československé akedmie věd v Praze.
Těsně před vpádem komunistických armád do Československa za ním odešel do Velké Británie zbytek jeho rodiny. V roce 1969 se přestěhovali do Kanady. Má jednu dceru a dva syny.
V roce 1993 mu byla Českou akademií věd udělen nejvyšší vědecký titul v České republice: doktor matematicko fyzikalních věd (DrSc) na základě jeho knihy Koncepty vyšší geodézie, (Geodesy: The Concepts).
V roce 2002, po více než třiceti letech působení na University of Toronto a University of New Brunswick odešel do důchodu jako emeritní profesor. Žije ve městě Fredericton v Kanadě.